# 蒙蒂霍 (巴拿马)
蒙蒂霍是巴拿马贝拉瓜斯省蒙蒂霍区的一个城市，2010年是人口为2,288，是蒙蒂霍区的区治。该市2000年时人口为4,341，1990年时人口为4,545。